# Еласона
Еласона (на гръцки: Ελασσόνα) е малко градче в Тесалия, Гърция. Разположено е по хълмовете от южната страна на Олимп. Еласона е част от областна единица Лариса, образувайки с още 42 селища дем Еласона в област Тесалия. 
Еласона е архиепископия на Вселенската патриаршия. Над градчето се извисява манастирът „Света Богородица Олимпийска“.
Патрон и покровител на града е Свети Димитър Солунски, като празника му се отбелязва всяка година на 26 октомври като градски празник на Димитровден. 

## История
За разлика от цялата останала Тесалия, Еласона не влиза в състава на Кралство Гърция през 1881 година, а чак след Балканските войни.
На Етнографската карта на Битолския вилает на Картографския институт в София от 1901 година Еласона е селище, център на Еласонската каза в Серфидженския санджак с 305 къщи, от които 255 къщи турски, 40 къщи гръцки и 10 къщи влашки.
„И въ Еласонъ, който градъ е главния центръ на окрѫга и сѣдалище на каймакаминъ, има доста аромѫни, които сѫ повече отъ Влахо-Ливадонъ. Тукъ има и гърци, но главната маса образуватъ турцитѣ. Тука има и доста голѣмъ гарнизонъ, защото границата е наблизо. Положението на града е много хубаво: разположенъ по политѣ на една стръмна височина, а на самия върхъ се намира единъ старъ манастиръ. Къмъ юго-западъ има една равнина, заобиколена отъ планини. Въ тази равнина е станало сражението прѣзъ 1885 год. между турци и гърци.“